# Alex Iwobi
Alexander Chuka "Alex" Iwobi (sinh ngày 3 tháng 5 năm 1996) là một cầu thủ bóng đá người Nigeria hiện đang chơi ở vị trí tiền đạo cho câu lạc bộ Fulham tại Premier League và Đội tuyển bóng đá quốc gia Nigeria.
Iwobi bắt đầu sự nghiệp của mình tại Arsenal. Tại đây, anh có 149 lần ra sân, ghi được 15 bàn thắng và cùng câu lạc bộ giành cúp FA năm 2017. Tháng 8 năm 2019, anh chuyển đến Everton với mức phí ban đầu là 28 triệu bảng.
Iwobi đã từng khoác áo đội tuyển U-18 Anh. Anh có trận ra mắt đội tuyển quốc gia Nigeria vào tháng 10 năm 2015 và là thành viên của họ tham dự World Cup 2018 và Cúp bóng đá châu Phi 2019.

## Thời niên thiếu
Iwobi được sinh ra tại Lagos, Nigeria trước khi chuyển đến Anh sinh sống vào năm 4 tuổi. Anh là cháu trai của cựu cầu thủ Jay-Jay Okocha.

## Sự nghiệp cấp câu lạc bộ

### Arsenal
Iwobi gia nhập câu lạc bộ Arsenal vào năm 8 tuổi, khi đó anh vẫn còn đang là một học sinh tiểu học. Ngày 25 tháng 9 năm 2013, Iwobi có trận đấu đầu tiên với đội một câu lạc bộ Arsenal tại giải đấu League Cup trước câu lạc bộ West Bromwich Albion. Tháng 10 năm 2015, Iwobi chính thức ký hợp đồng chơi bóng dài hạn với Arsenal.

### Everton
Ngày 8 tháng 8 năm 2019, Iwobi ký hợp đồng có thời hạn 5 năm với Everton. Theo BBC, Arsenal nhận được 28 triệu bảng (34 triệu USD) phí chuyển nhượng, cộng thêm 6 triệu bảng tùy thành tích. Tổng giá trị hợp đồng có thể lên tới 34 triệu bảng (41,2 triệu USD)

## Sự nghiệp quốc tế
Sau khi chơi bóng cho đội tuyển trẻ Anh, Iwobi được triệu tập lên Đội tuyển bóng đá quốc gia Nigeria và có trận đấu đầu tiên ra mắt đội tuyển vào ngày 8 tháng 10 năm 2015, thay cho Ahmed Musa ở phút thứ 57 trong trận thua 2-0 giao hữu với Đội tuyển bóng đá quốc gia Congo tại Visé, Bỉ.
Anh được triệu tập tham dự World Cup 2018 tại Nga, giải đấu mà anh đã góp mặt ở cả 3 trận vòng bảng trước các đối thủ Argentina, Croatia và Iceland. Đội tuyển Nigeria sau đó rời giải với vị trí thứ 3 vòng đấu bảng. Một năm sau, anh tiếp tục có tên trong thành phần đội tuyển Nigeria tham dự cúp bóng đá châu Phi 2019 tại Ai Cập. Tại giải đấu này, anh chỉ có được một bàn thắng trong trận thắng Cameroon với tỉ số 3-2, chung cuộc Nigeria kết thúc giải với vị trí thứ ba chung cuộc.

## Thống kê

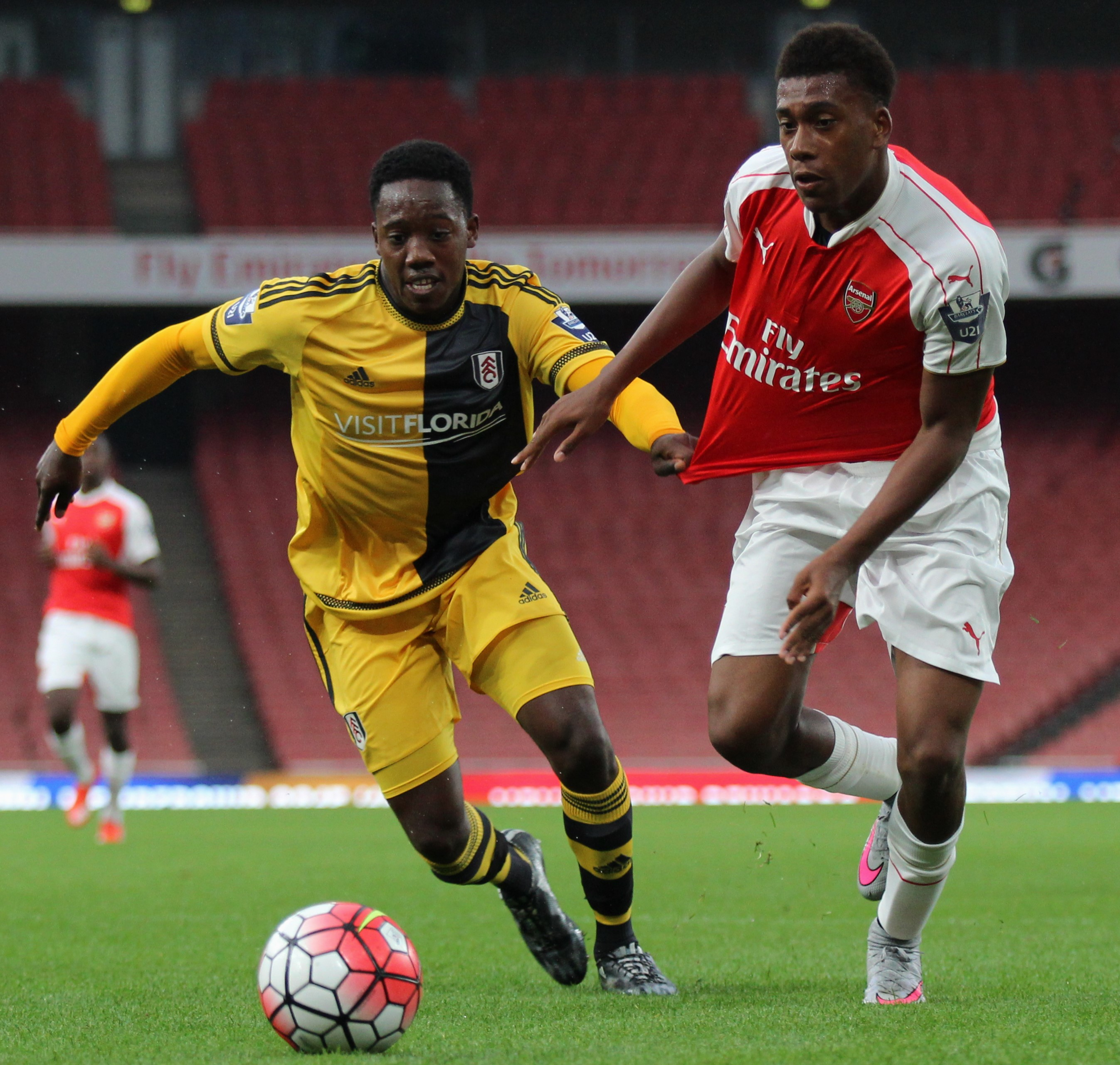
Iwobi (phải) thi đấu cho đội U-21 Arsenal năm 2015

### Câu lạc bộ
Tính đến ngày 23 tháng 5 năm 2021.
| Câu lạc bộ          | Mùa giải            | Giải đấu            | Giải đấu | Giải đấu | Cúp FA | Cúp FA | Cúp EFL | Cúp EFL | UEFA | UEFA | Khác | Khác | Tổng cộng | Tổng cộng |
| Câu lạc bộ          | Mùa giải            | Giải đấu            | Trận     | Bàn      | Trận   | Bàn    | Trận    | Bàn     | Trận | Bàn  | Trận | Bàn  | Trận      | Bàn       |
| ------------------- | ------------------- | ------------------- | -------- | -------- | ------ | ------ | ------- | ------- | ---- | ---- | ---- | ---- | --------- | --------- |
| Arsenal             |                     |                     |          |          |        |        |         |         |      |      |      |      |           |           |
| 2015–16             | Premier League      | 13                  | 2        | 5        | 0      | 1      | 0       | 2       | 0    | 0    | 0    | 21   | 2         |           |
| 2016–17             | Premier League      | 26                  | 3        | 3        | 0      | 2      | 0       | 7       | 1    | —    | —    | 38   | 4         |           |
| 2017–18             | Premier League      | 26                  | 3        | 1        | 0      | 5      | 0       | 6       | 0    | 1    | 0    | 39   | 3         |           |
| 2018–19             | Premier League      | 35                  | 3        | 2        | 1      | 3      | 0       | 11      | 2    | 0    | 0    | 51   | 6         |           |
| Tổng cộng           | Tổng cộng           | 100                 | 11       | 11       | 1      | 11     | 0       | 26      | 3    | 1    | 0    | 149  | 15        |           |
| Everton             | 2019–20             | Premier League      | 25       | 1        | 0      | 0      | 4       | 1       | —    | —    | —    | —    | 29        | 2         |
| Everton             | 2020–21             | Premier League      | 30       | 1        | 3      | 0      | 3       | 1       | —    | —    | —    | —    | 36        | 2         |
| Everton             | Tổng cộng           | Tổng cộng           | 55       | 2        | 3      | 0      | 7       | 2       | 0    | 0    | 0    | 0    | 65        | 4         |
| Tổng cộng sự nghiệp | Tổng cộng sự nghiệp | Tổng cộng sự nghiệp | 155      | 13       | 14     | 1      | 18      | 2       | 26   | 3    | 1    | 0    | 214       | 19        |

1. 1 2  Ra sân tại UEFA Champions League
2. 1 2  Ra sân tại UEFA Europa League
3. ↑  Ra sân tại FA Community Shield

### Đội tuyển quốc gia
Tính đến ngày 11 tháng 2 năm 2024.
| Đội tuyển quốc gia | Năm       | Trận | Bàn |
| ------------------ | --------- | ---- | --- |
| Nigeria            | 2015      | 2    | 0   |
| Nigeria            | 2016      | 6    | 1   |
| Nigeria            | 2017      | 6    | 3   |
| Nigeria            | 2018      | 12   | 1   |
| Nigeria            | 2019      | 14   | 2   |
| Nigeria            | 2020      | 4    | 2   |
| Nigeria            | 2021      | 7    | 0   |
| Nigeria            | 2022      | 10   | 1   |
| Nigeria            | 2023      | 8    | 0   |
| Nigeria            | 2024      | 7    | 0   |
| Tổng cộng          | Tổng cộng | 76   | 10  |

### Bàn thắng quốc tế
Bàn thắng của Nigeria được ghi trước.
| #  | Ngày                 | Địa điểm                                             | Đối thủ      | Bàn thắng | Kết quả | Giải đấu                 |
| -- | -------------------- | ---------------------------------------------------- | ------------ | --------- | ------- | ------------------------ |
| 1  | 9 tháng 10 năm 2016  | Sân vận động Levy Mwanawasa, Ndola, Zambia           | Tanzania     | 2–0       | 2–1     | Vòng loại World Cup 2018 |
| 2  | 7 tháng 10 năm 2017  | Sân vận động quốc tế Godswill Akpabio, Uyo, Nigeria  | Zambia       | 1–0       | 1–0     | Vòng loại World Cup 2018 |
| 3  | 14 tháng 14 năm 2017 | Sân vận động quốc tế Krasnodar, Krasnodar, Nga       | Argentina    | 2–2       | 4–2     | Giao hữu                 |
| 4  | 14 tháng 14 năm 2017 | Sân vận động quốc tế Krasnodar, Krasnodar, Nga       | Argentina    | 4–2       | 4–2     | Giao hữu                 |
| 5  | 2 tháng 6 năm 2018   | Sân vận động Wembley, Luân Đôn, Anh                  | Anh          | 1–2       | 1–2     | Giao hữu                 |
| 6  | 6 tháng 7 năm 2019   | Sân vận động Alexandria, Alexandria, Ai Cập          | Cameroon     | 3–2       | 3–2     | CAN 2019                 |
| 7  | 17 tháng 11 năm 2019 | Sân vận động Setsoto, Maseru, Lesotho                | Lesotho      | 1–1       | 4–2     | Vòng loại CAN 2021       |
| 8  | 13 tháng 11 năm 2020 | Sân vận động Samuel Ogbemudia, Benin City, Nigeria   | Sierra Leone | 1–0       | 4–4     | Vòng loại CAN 2021       |
| 9  | 13 tháng 11 năm 2020 | Sân vận động Samuel Ogbemudia, Benin City, Nigeria   | Sierra Leone | 3–0       | 4–4     | Vòng loại CAN 2021       |
| 10 | 9 tháng 6 năm 2022   | Sân vận động quốc gia Moshood Abiola, Abuja, Nigeria | Sierra Leone | 1–1       | 2–1     | Vòng loại CAN 2023       |

## Danh hiệu
Arsenal
- FA Cup: 2016–17
- FA Community Shield: 2015, 2017